# Kronika anglosaska

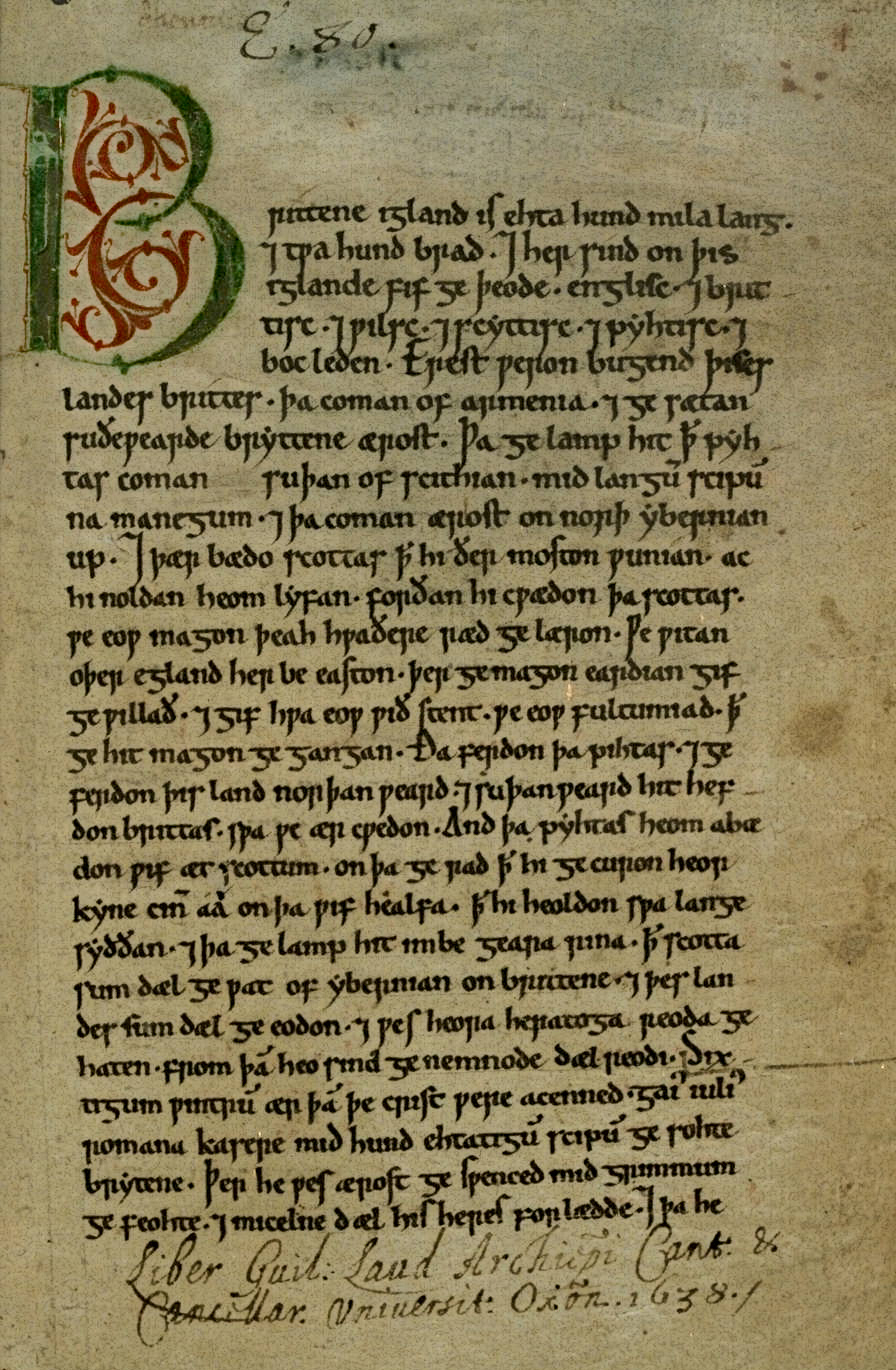
Pierwsza strona rękopisu The Peterborough Chronicle

Kronika anglosaska (ang. Anglo-Saxon Chronicle) – zbiór roczników przedstawiających dzieje anglosaskiej Brytanii, skompilowany pod koniec IX wieku, najprawdopodobniej w królestwie Wesseksu (przedstawia właśnie taką perspektywę historiograficzną) pod panowaniem króla Alfreda Wielkiego. Choć tekst oryginalnej kompilacji nie zachował się to dysponujemy jednak 9 manuskryptami z różnych klasztorów angielskich, gdzie tekst podstawowy był uzupełniany o późniejsze wydarzenia.

## Manuskrypty
Zachowane do dzisiaj rękopisy to:
- The Parker Chronicle nazywana też The Winchester Chronicle
- The Abingdon Chronicle I
- The Abingdon Chronicle II
- The Worcester Chronicle
- The Laud Chronicle, znana także jako The Peterborough Chronicle
- The Bilingual Canterbury Epitome
- Cottonian Fragment
- kopia The Worcester Chronicle
- An Easter Table Chronicle